# Havana Club

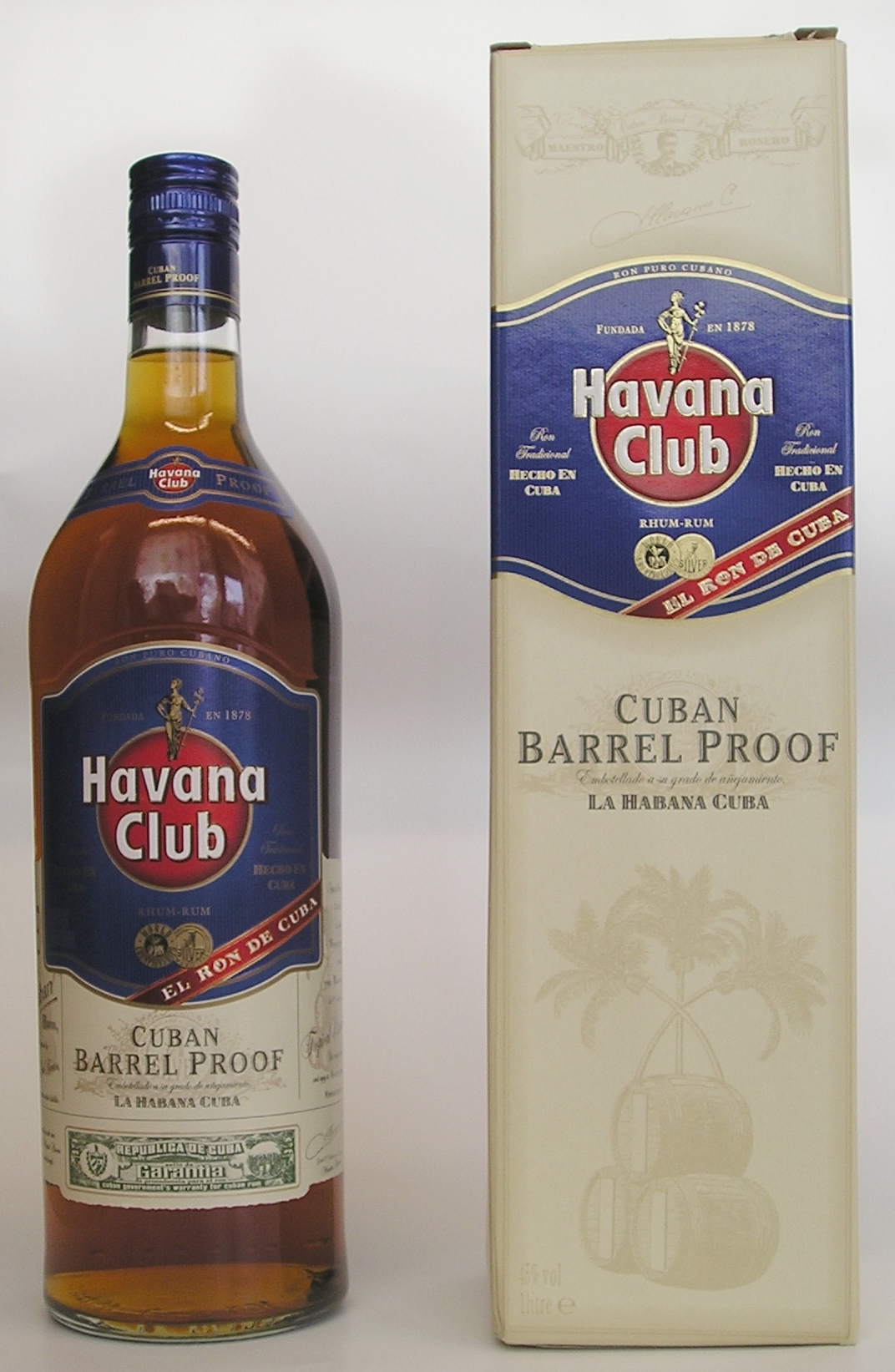
Havana Club Barrel Proof

Havana Club è una marca di rum cubani, prodotti nelle distillerie di Santa Cruz del Norte e San Josè de Las Lajas dalla Havana Club International S.A. e distribuiti in tutto il mondo dalla multinazionale francese Pernod Ricard.

## Storia
Creato nel 1878 da José Arechabala, la marca deve il suo nome al celebre bar a L'Avana, l'Havana Club.
Nel 1959, a seguito della rivoluzione cubana, la famiglia Arechabala emigra in Spagna e successivamente negli USA mentre Il governo cubano nazionalizza la distilleria e continua la produzione.
Nel 1973 la famiglia Arechabala lascia scadere il brevetto del nome e nel 1976 il marchio viene registrato dalla CubanaExport sia a Cuba che negli USA. Dal 1993 il prodotto è commercializzato dalla Havana Club International S.A., una joint venture tra la francese Pernod Ricard e la CubanaExport.

### Controversia
Sul nome "Havana Club" è in atto una controversia tra Havana Club International S.A. e la Bacardi che afferma di avere comprato i diritti sul nome dalla famiglia Arechabala. Nel gennaio 2004 l'ufficio brevetti degli Stati Uniti ha dato ragione alla Havana Club International ma, a causa delle leggi USA sull'embargo verso l'isola, la Bacardi può produrre in Porto Rico un rum Havana Club commercializzato solo negli USA.

## Elenco dei prodotti

### Rum

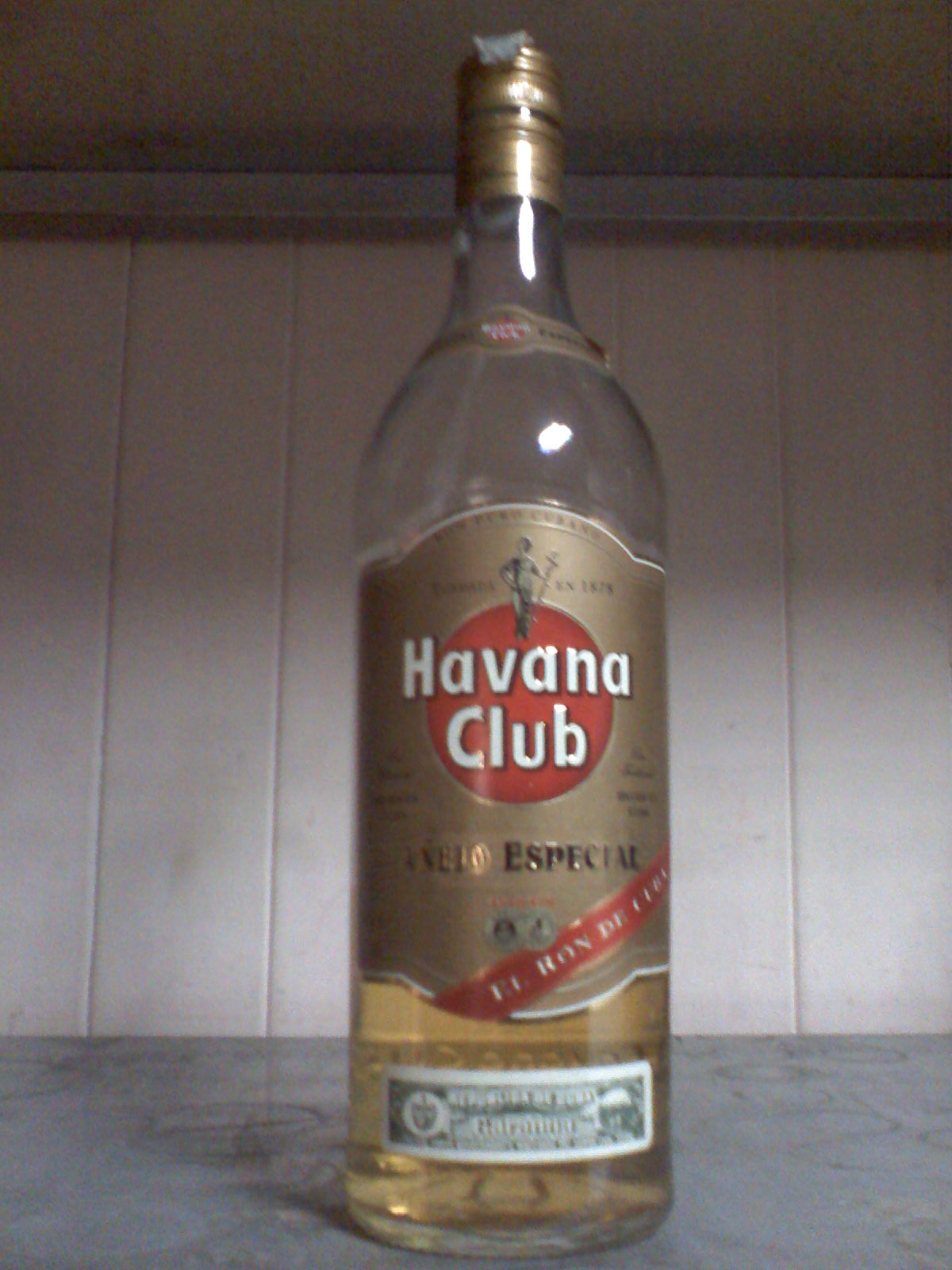
Havana Club Añejo Especial

- Havana Club Añejo Blanco: un rum miscelato invecchiato in botti di quercia. È di colore trasparente, leggero e aromatico, con note di vaniglia, ciliegia e cacao.
- Havana Club 3 anni: un rum miscelato invecchiato 3 anni in botti di quercia bianca. È di colore paglierino, con un aroma intenso, con note di vaniglia, pera caramellata e banana. Ha gradazione alcolica del 40%.
- Havana Club Añejo Especial: un rum miscelato composto da distillati giovani e invecchiati. È di colore dorato con aromi di canna da zucchero e note di vaniglia, cannella, miele e tabacco.
- Havana Club Añejo Reserva: una miscela di rum invecchiati. Di colore ambrato ha aromi di caramello, pera e tabacco.
- Havana Club 7 anni: la materia prima è la melassa di canna da zucchero. È una miscela di rum invecchiati almeno 7 anni in botti di quercia bianca. Ha un colore mogano chiaro con un aroma intenso e note di cacao, vaniglia, tabacco e frutti tropicali. Ha gradazione alcolica del 40%.
- Havana Club 15 anni: una miscela ottenuto da rum invecchiati almeno 15 anni in botti di rovere. È di colore ambrato con note di frutta fresca e secca.
- Havana Club Solera San Cristóbal: un rum venduto solo a l'Avana presso la sede della fondazione. Fu creato per il 480º anniversario della fondazione della Villa de San Cristóbal de La Habana.
- Havana Club Barrel Proof: una miscela di rum invecchiati e successivamente affinati in botti di quercia. È di colore ambrato, ha note di caramello, mandorle, spezie e tabacco. Ha gradazione alcolica del 45%.
- Havana Club Ritual Cubano: nato nel febbraio 2012 dalla collaborazione tra Havana Club International S.A. e Pernod Ricard Spagna è un rum ambrato scuro, dal gusto morbido e delicato.
- Havana Club Máximo: un rum miscelato ottenuto dalla miscelazione di rum molto invecchiati. Di colore ambrato scuro ha un aroma intenso con note di pera, cocco e frutta secca. È commercializzato dal marzo 2006 e vengono prodotte solamente 100 bottiglie l'anno, di cristallo soffiato a mano, al prezzo di 1200 $ statunitensi.[2]

### Premiscelati
- Havana Club Loco: bevanda poco alcolica (meno del 5% di alcool) composta da rum bianco, acqua, zucchero, coloranti e succo di frutta. Esiste in 4 gusti (limone, pompelmo rosa, mango e frutto della passione).